# Villa Airport Maamigili
Villa Airport Maamigili (IATA: VAM, ICAO: VRMV) er en lufthavn i Maldiverne. Den er beliggende på øen Maamingili i Alif Dhaal atollen, og indviet 1. oktober 2011.

## Historie
Lufthavnen blev udviklet og opført af den maldiviske forretningsmand Qasim Ibrahim, der voksede op i Maamigili. Lufthavnen ses som et projekt for at udvikle infrastrukturen og faciliteterne af øen. Den drives af Ibrahims selskab, Villa Group, som har direkte transportfaciliteter med speedbåde til to af deres store ferie-resorts på tilstødende øer.
Åbningen af lufthavnen faldt sammen med Villas indtræden i luftfartsindustrien, da de grundlagde det nye flyselskab Villa Air (operere som FlyMe), til at operere fra lufthavnen. Lufthavnen åbnede som en indenrigslufthavn. I 2013 blev den opgraderet til internationale lufthavns standarder. Villa Lufthavn blev nedgraderet til indenrigs status af regeringen i en periode på 23 dage i august 2014 på grund af problemer med sikkerheden. 
I januar 2015 begyndte FlyMe med flyvninger med vandfly ud af lufthavnen.